# Heterias exul
Heterias exul är en kräftdjursart som först beskrevs av F. Mueller 1892.  Heterias exul ingår i släktet Heterias och familjen Janiridae. Inga underarter finns listade i Catalogue of Life.